# Upplands runinskrifter 197
Upplands runinskrifter 197 är ett litet försvunnet vikingatida runstensfragment av okänd stenart som funnits i Vada kyrka, Vada socken och Vallentuna kommun. Fragmentet har endast några ornament och inga runor. År 1904 låg runstensfragmentet ovanpå U 199 men har inte återfunnits sedan dess trots eftersökningar. Möjligen har U 197 varit en del av samma runsten som U 196.